# Jorge Aedo
Jorge Eduardo Aedo Ocaña (Valparaíso, 11 de septiembre de 1962) es un locutor y conductor de televisión y radio chileno, popularmente conocido por trabajar en televisión a principios de la década de 1990 y el 2000.

## Carrera radial
Inició su carrera radial como locutor comercial del programa deportivo La Revista Deportiva de Panamericana junto a Max Walter Kautz, Hans Marwitz, Ricardo Chávez, Juan Hernán Antivil, Sergio Montiel, Juan Francisco Ortún padre, José "Pepe" Ormazábal, Fernando Sepúlveda, Juan Carlos Oñate, Eduardo "Ítalo" Mella, entre otros en CB-142 Radio Panamericana de Santiago entre 1982 y 1984. 
Entre noviembre de 1984 y diciembre de 2011 trabajó en FM Tiempo, donde hizo los programas Top de Tops, Música a otro nivel, Los primeros de su Tiempo, Tiempo Discomix, Calentando motores y El gusto de volver a casa. Renunció a dicha emisora a fines de 2011, porque en septiembre de ese año se sacó su voz de las menciones comerciales; en una entrevista al diario Las Últimas Noticias, Aedo señaló que tenía poco apoyo en la emisora, lo que provocó que Jorge anunciara su salida de la estación tras casi 25 años en ella. 
En 1984 llegó a la radio hermana de Tiempo, Radio Infinita como locutor comercial y de continuidad. Trabajó en la extinta CB-130 Radio Antena Uno de Santiago entre 1986 y 1991, donde leyó el informativo Justo en la noticia junto a Christian Norero y condujo un programa llamado Viudos de la noche. Continuó en Radio Infinita como locutor comercial, locutor de continuidad y lector de noticias, cargos que se desempeñó hasta marzo de 2018 cuando fue desvinculado por un ejecutivo de la emisora de Mega Media. También trabajó en Romántica FM como conductor del programa Al caer la tarde (2003-2005).

Tenía menos respaldo que una banca, y ya no me sentía cómodo trabajando ahí, además necesito estar un tiempo sin programa.
Jorge Aedo, Las Últimas Noticias, miércoles 28 de diciembre de 2011.

## Carrera televisiva
Comenzó su carrera televisiva en 1986 en Canal 11 Universidad de Chile Televisión (actual Chilevisión) como locutor en off de Canal 11 al despertar (1988-1989), el microprograma Vista a la Moda (1987-1989), Casa y Vivienda (1988-1989) y voz del ranking musical de Extra jóvenes (1988). En abril de 1989 emigra a TVN, donde realizó programas como Sábado Taquilla (1989-1994), Número Uno (verano 1992), Buenos días a todos junto a Tati Penna y Jorge Hevia (1992-1993), Desafío Familiar (1993), Polla Fortuna (1994-1995), entre otros. Este último mencionado en julio de 1995 se lo lleva a la señal privada Megavisión para seguir animándolo. También fue asesor musical de la versión de 1998 del Festival de la Canción de Viña del Mar también por el canal privado, que tenía los derechos del certamen viñamarino en ese entonces.
El 18 de enero de 1999 llega a Canal 13, para ser la voz en off del matinal La mañana del Trece con Paulina Nin de Cardona hasta el 1 de marzo de 2002, cuando pasa a ser voz en off del matinal sucesor Viva la mañana con el fallecido Javier Miranda y la cubana Alicia Pedroso hasta octubre de ese año. También trabajó como panelista en Con Ustedes con el desaparecido Julio Videla en 2004 y Sábado gigante con Vivi Kreutzberger en 2006, además de ser conductor del programa Providencia Jazz en 13C.
También trabajó en La Red como conductor en off del programa Teledatos en 2006 y como panelista de Intrusos en la televisión entre ese año y 2007, además de conducir el programa Número Uno (2007) en Más Canal 22.
En 2011 fue locutor en off del programa Lo+ de UCV Televisión y realizó un documental llamado Descubre Los Ríos en 13C.

## Programas de televisión
| Año                                    | Programa                                                   | Rol                          | Canal                           |
| -------------------------------------- | ---------------------------------------------------------- | ---------------------------- | ------------------------------- |
| Octubre 1988                           | Extra jóvenes                                              | conductor suplente           | Universidad de Chile Televisión |
| 1989-1994                              | Sábado Taquilla                                            | conductor                    | TVN                             |
| Febrero 1991-1993                      | Festival Internacional de la Canción de Viña del Mar       | comentarista y entrevistador | TVN                             |
| Verano 1992                            | Número Uno                                                 | conductor                    | TVN                             |
| Septiembre 1992-enero 1993             | Buenos días... a todos                                     | conductor                    | TVN                             |
| Marzo-abril 1993                       | Desafío familiar                                           | conductor                    | TVN                             |
| 1993                                   | Concurso Teleserie Ámame                                   | conductor                    | TVN                             |
| Marzo 1994-julio 1995                  | Polla Fortuna                                              | conductor                    | TVN                             |
| Julio 1995-enero 1996                  | Polla Fortuna                                              | conductor                    | Megavisión                      |
| Febrero 1998                           | XXXIX Festival Internacional de la Canción de Viña del Mar | asesor musical               | Megavisión                      |
| 18 de enero de 1999-1 de marzo de 2002 | La mañana del Trece                                        | voz en off                   | Canal 13                        |
| 2 de diciembre de 2000                 | Teletón 2000                                               | voz en off                   | Cadena Nacional de Anatel       |
| 4 de marzo-octubre 2002                | Viva la mañana                                             | voz en off                   | Canal 13                        |
| 2 de abril de 2003                     | Grammy 2003                                                | presentador                  | Red Televisión                  |
| Septiembre 2003                        | Grammy Latino                                              | presentador                  | Red Televisión                  |
| 2004                                   | Viva la mañana                                             | voz en off                   | Canal 13                        |
| 2004                                   | Con ustedes                                                | panelista                    | Canal 13                        |
| Enero-marzo 2006                       | Teledatos                                                  | conductor                    | Red Televisión                  |
| Abril 2006-2007                        | Intrusos en la televisión                                  | panelista                    | Red Televisión                  |
| Enero 2007                             | Sábado Gigante internacional                               | panelista                    | Canal 13                        |
| 2007-2008                              | Número Uno                                                 | conductor                    | Más Canal 22                    |
| 2007-2008                              | Providencia Jazz                                           | conductor                    | 13C                             |
| 2011                                   | Lo+                                                        | voz en off                   | UCV Televisión                  |
| 2011                                   | Descubre Los Ríos                                          | conductor                    | 13C                             |
| Enero 2017                             | Bienvenidos                                                | locutor en off suplente      | Canal 13                        |

## Programas de radio
| Año       | Programa | Rol       | Radio        |
| --------- | --- | --------- | ------------ |
| 1987-1989 | Viudos de la noche | conductor | Antena Uno   |
| 2001      | Hubo una vez una canción | conductor | Infinita     |
| 2003-2005 | Al caer la tarde | conductor | Romántica FM |
| 2008-2011 | El gusto de volver a casa | conductor | FM Tiempo    |
| 2008-2010 | Será noticia (resumen informativo, sólo en verano)                                                                                | conductor | Infinita     |
| 2022-2025 | Éxitos digitales (desde marzo de 2022 hasta el 30 de mayo de 2025 donde hizo su último programa para dedicarse a otros proyectos) | conductor | Digital FM   |